# Kaperas
Kaperas is een bestuurslaag in het regentschap Langkat van de provincie Noord-Sumatra, Indonesië. Kaperas telt 618 inwoners (volkstelling 2010).